# Casa Formosa
Casa Formosa és una obra noucentista de Sant Sadurní d'Anoia (Alt Penedès) protegida com a bé cultural d'interès local.

## Descripció
Grandiós Casal entre mitgeres de planta i dos pisos. Darrerament ha estat remodelat totalment per "La Caixa" i només s'ha salvat la façana que talment està brodada d'esgrafiats representant a Sant Martí de Tours i a Sant Jordi, els balcons amb baranes de terracota i els portals d'aquest mateix material. Aquesta façana dona una gran categoria al carrer major de Sant Sadurní.